# Mountain (hudební skupina)
Mountain byla americká rocková skupina založená na Long Islandu ve státě New York roku 1969. Původně ji tvořili zpěvák-kytarista Leslie West, baskytarista-zpěvák Felix Pappalardi, klávesista Steve Knight a bubeník N. D. Smart (brzy nahrazený Corkym Laingem). Skupina se rozpadla v roce 1972, ale několikrát se znovu sešla před Westovou smrtí v roce 2020. Nejvíce jsou známí svým obrovským hitem z roku 1970 „Mississippi Queen“, který zůstává stálicí klasických rockových rádií, stejně jako hojně samplovanou písní „Long Red“ a jejich vystoupením na festivalu Woodstock v roce 1969. Mountain je jednou z mnoha kapel, které jsou běžně uváděny jako ty, jež ovlivnily vývoj heavy metalové hudby během 70. let. Hudební styl skupiny sestával především z hard rocku, blues rocku a heavy metalu.
Začátek živé nahrávky jejich písně „Long Red“ se stal jedním z nejvíce samplovaných bubenických breaků v hip hopu — byl použit ve více než 700 písních umělci, jako jsou EPMD, Pete Rock & C.L. Smooth, A Tribe Called Quest, Nas, Kanye West, the Game a mnozí další. Mezi písně využívající tento sample patří „99 Problems“ od Jay-Z a „The Glory“ od Kanyeho Westa.

## Historie
Skupina se zformovala, když kytarista Leslie West opustil rhytm and bluesovou skupinu Vagrants, nahrál sólové album nazvané Mountain s baskytaristou a bývalým producentem skupiny Cream, producentem Felixem Pappalardim. Album Mountain též představilo bývalého bubeníka skupiny Remains, N.D. Smarta a hráče na klávesové nástroje Steve Knighta. Westův syrový vokál a melodická bluesová kytara a Pappalardiho těžké a elegantní basové linky se staly pro skupinu Mountain charakteristickými. Skupina byla inspirována superskupinou Cream, jejímž neoficiálním členem byl Pappalardi, který na třetím albu Cream Wheels of Fire, přispěl svou hrou na varhany, housle, trumpetu, zvonkohru a navíc byl producentem tohoto alba.
Mountain hráli na festivalu ve Woodstocku, ale neobjevili se ani na filmu ani na prvním albu věnovaném Woodstockému festivalu. Brzy poté, byl Smart nahrazen Laurence „Corky“ Laingem. První album skupiny , Climbing!, bylo vydán v roce 1970 a obsahovalo nejznámější písničku skupiny, která se jmenovala "Mississippi Queen". Písnička se umístila asi ve 40 žebříčcích někde uprostřed a celé album se dostalo do Top 20 v amerického žebříčku.
Následující album, Nantucket Sleighride (1971), se též dostalo do Top 20 amerických alb, ale nepřineslo žádný hit. Po těchto raných albech pokračovala skupina ve sbírání uznání ze strany kritiků, ale nikdy nedosáhli většího komerčního úspěchu.
Po Nantucket Sleighride skupina čelila tvůrčí krizi a ustrnula ve vývoji. Po vydání alba Mountain Live se skupina v roce 1972 rozpadla. West and Laing později zformovali skupinu West, Bruce and Laing s baskytaristou skupiny Cream Jackem Brucem. Tato skupina vydala tři alba.
V roce 1974 West and Pappalardi reformovali skupinu Mountain s Allanem Schwartzbergem na bicí a Robertem Mannem na klávesy. Vydání double alba Twin Peaks předcházelo koncertní turné. V témže roce vyšlo album Avalanche s Langem a doprovodným kytaristou Davidem Perrym, který byl afroamerického původu a byl na albu uveden pro „přidání barvy“. Až do poloviny 80. let nebylo o Mountain slyšet. Pak začal West, někdy s Langem někdy bez něho, hrát pod jmény Mountain, New Mountain nebo Leslie West Band.
Dne 17. dubna 1983, Gail Collins Pappalardi, manželka Felixe Pappalardiho a spoluautorka textů a autorka nárhů většiny obalů alb skupiny, střelila Pappalardiho do krku, v jejich čtyřpodlažním apartmánu na East Side Manhattan. Pappalardi byl na místě prohlášen za mrtvého a jeho manželka Gail Collins, byla obviněna z vraždy druhého stupně. Později to bylo překlasifikováno jako zabití a byla odsouzena ke 4 letům vězení.
Skupina se reformovala a Richie Scarlet převzal úlohu baskytaristy na tehdejším turné skupiny.

## Diskografie
- 1970 Climbing!
- 1971 Nantucket Sleighride
- 1971 Flowers of Evil
- 1972 Mountain Live: The Road Goes Ever on
- 1974 Twin Peaks
- 1974 Avalanche
- 1985 Go For Your Life
- 2002 Mystic Fire
- 2004 Eruption
- 2007 Masters of War